# Marine surveyor
Een marine surveyor (inclusief surveyor van yachten & kleine vaartuigen; van romp en machinekamer; van de lading) is een persoon die inspecties, surveys uitvoert van schepen. Aan de hand van deze inspecties gaat hij vaststellen, in het oog houden en rapporteren over de condities van het schip, verder zal hij ook kijken naar eventuele schade aan de romp en de conditie van de lading. Een marine surveyor zal ook steeds materiaal inspecteren voor (nieuwe) schepen, om er zeker van te zijn dat deze overeenkomen met de verschillende standaarden en eisen die worden gesteld.
De kwaliteiten die een marine surveyor nodig heeft kunnen heel kort worden opgesomd:
- Kennis over de elektriciteit en mechanische systemen aan boord
- Fundamentele kennis over het scheepsontwerp en de constructie[3]

## Inspecties
De inspecties die worden uitgevoerd zijn typisch over de structuur, machinekamer, allerlei apparaten (navigatie, veiligheid, radio, etc.), en de algemene conditie van het schip en/of de lading. Verder moeten ze ook bepalen of de materialen zoals bijvoorbeeld reddingsvesten, reddingsvlot, ... aan boord nog in goede condities zijn. Omdat certificaten en betaling pas worden geleverd/ gedaan nadat de surveyor heeft uitgedrukt dat hij tevreden is. Een marine surveyor heeft in dit opzicht een aanzienlijke positie, er wordt heel erg naar hem opgekeken.

### Taken
- Het regelmatig uitvoeren van inspecties tijdens de levensduur van het schip (nieuwbouw, jaarlijkse inspectie, interim inspectie, speciale inspecties)
- Het uitvoeren van inspecties op vraag van de binnenlandse instellingen en internationale conventie van de International Maritime Organization (IMO)[5]
- Getuigen zijn van testen en operaties van het veiligheidsmateriaal en machines/apparaten die worden gebruikt in geval van nood
- Meten van de tonnage van schepen en het inspecteren voor de load line assignments[6]
- In de rechtbank getuigen als expert
- Onderzoek doen naar maritieme ongelukken
- Bepalen van ‘Fair Market Value’, ‘Damage Repair Costs’ en ‘Replacement Value’

## Verschillende types marine surveyor
Er zijn verschillende types marine surveyor.

### Overheidssurveyor
Een surveyor van de overheid voert scheepsregistratie surveys, surveys van buitenlandse schepen en lokale scheepvaart uit en moet de veiligheid van schepen garanderen.

#### Vlaggenstaatsurveyor
Een vlaggenstaatsurveyor rapporteert aan de overheid waar het schip geregistreerd is.

#### Havenstaatsurveyor
Een havenstaatsurveyor zal rapporteren aan de overheid van de haven waar het schip zich op dat moment bevindt. Een havenstaat surveyor heeft de mogelijkheid om een schip aan de ketting te leggen. Dit wil zeggen dat het schip geen toestemming krijgt om verder te reizen, omdat het schip niet aan de nodige voorwaarden voldoet.

### Ladingsurveyor
Een ladingsurveyor wordt aangeduid door de eigenaar van de lading, meestal voor bulk of graan. Hij moet vooral kijken hoeveel er al geladen is en hoeveel het schip nog kan laden aan de hand van de diepgang. Verder moet hij ook nakijken dat het laden gebeurt volgens de wetgeving en dat het laden binnen de limieten blijft.

### Classificatiesurveyor
Een classificatiesurveyor zal een schip inspecteren om zeker te zijn dat het schip, zijn onderdelen en machines zo gebouwd zijn dat ze voldoen aan de standaard die wordt gevraagd door zijn classificatiemaatschappij. Vaak heeft een classificatiesurveyor twee taken: hij vertegenwoordigt een classificatiemaatschappij en vaak ook als surveyor voor overheid van de vlaggenstaat.

### Onafhankelijke surveyor
Als onafhankelijke surveyor kan je gevraagd worden om veel verschillende soorten inspecties te doen. Onder andere het inspecteren van de lading of bv de kwaliteit van de brandstof, verder kan gevraagd worden om een accident op zee te onderzoeken, het voorbereiden van een verslag over zo’n ongeluk voor de verzekering, het uitvoeren van diepgangsmeting om zo te bepalen of er lading verloren is gegaan of gewonnen is, etc.

### Surveyor van yachten en kleine vaartuigen
Yacht and small craft (Y&SC) surveyors zijn gespecialiseerd in het inspecteren van kleinere vaartuigen, vaak pleziervaart (zowel op motor, als op zeil). Y&SC surveyors kunnen worden ingehuurd door grotere maritieme verzekeringsmaatschappijen, maar meestal werken ze zelfstandig.

## Maritieme surveyor training
Er zijn een paar instituten die educatie en trainingen voorzien in dit belangrijke, gespecialiseerde beroep.
- International Institute of Marine Surveying (IIMS); voor zowel yacht, kleine vaartuigen als de commerciële vaart[13]
- Suny Maritime College; online lessen voor lading, romp, yacht en kleine vaartuigen[14]
- The Australasian Institute of Marine surveyors[15]
- Lloyd’s Maritime Academy[16]
- UK National Maritime Training Centre[17]

## Maritieme verzekering
Een marine surveyor is vaak nauw verbonden met maritieme verzekering, schade en berging van schepen, ongeval- en fraudeonderzoek. Een marine surveyor wordt vaak ingehuurd door verzekeraars, want zij missen de training en vaardigheden die nodig zijn om een gedetailleerd onderzoek te doen naar de conditie van het schip. Ondanks dat ze vaak worden ingehuurd door verzekeringsmaatschappijen, behouden ze een zekere professionele autonomie om een mening te vormen zonder vooroordelen. Deze onafhankelijke maritieme surveyors worden ook vaak ingehuurd door clienten van de maritieme verzekeringsmaatschappijen om bewijzen te voorzien tegen de verzekeringsmaatschappij. De verzekeraars kunnen niet eisen dat hun clienten specifieke maritieme surveyors gebruiken, ondanks dat ze vaak een lijst voorzien waarop bepaalde maritieme surveyors worden aanbevolen.